# Onthophagus sagittarius
Onthophagus sagittarius là một loài bọ cánh cứng trong họ Bọ hung (Scarabaeidae).